# Octonoba senkakuensis
Octonoba senkakuensis är en spindelart som beskrevs av Yoshida 1983. Octonoba senkakuensis ingår i släktet Octonoba och familjen krusnätsspindlar. Inga underarter finns listade i Catalogue of Life.